# Bolek i Lolek (film)
Ne pas confondre avec les personnages d'animation pl:Bolek i Lolek.
Pour plus de détails, voir Fiche technique et Distribution.
Bolek i Lolek (Bolek i Lolek) est un film polonais réalisé par Michał Waszyński, sorti en 1936.

## Fiche technique
- Titre : Bolek et Lolek
- Titre original : Bolek i Lolek
- Réalisation : Michał Waszyński
- Scénario : Napoleon Sądek
Jean Forge
- Société de Production :
- Musique : Henryk Wars
- Photographie : Hans H. Theyer
- Montage :
- Costumes :
- Pays d'origine : Pologne
- Format : Noir et blanc 35 mm, son mono, rapport de forme : 1.37 : 1
- Genre : Comédie, film musical
- Durée :
- Date de sortie : 
  - Pologne : 17 septembre 1936

## Distribution
- Adolf Dymsza : Bolek Cybuch / Lolek Charkiewicz
- Janina Wilczówna : Krysia Brown
- Antoni Fertner : M. Brown
- Andrzej Bogucki : Ami de Lolek
- Jadwiga Bukojemska
- Helena Cary
- Maria Chmurkowska : Tante de Lolek
- Feliks Chmurkowski : Père de Lolek
- Władysław Grabowski : Jan
- Janina Janecka
- Zdzisław Karczewski : Franek
- Jerzy Kobusz : Janek
- Bronislaw Romaniszyn
- Jerzy Rygier
- Józef Śliwicki
- Mieczyslaw Winkler
- Amelia Wolkonska
- Alina Żeliska
- Michał Znicz